# Пилюгин, Николай Алексеевич
Никола́й Алексе́евич Пилю́гин (5 [18] мая 1908, Красное Село, Санкт-Петербургская губерния — 2 августа 1982, Москва) — крупный советский учёный, конструктор, специалист в области систем автономного управления ракетными и ракетно-космическими комплексами. Академик АН СССР. Член Совета главных конструкторов ракетной и ракетно-космической техники. Дважды Герой Социалистического Труда. Лауреат Ленинской и Государственной премий.

## Биография
Родился в семье военнослужащего. Русский. После окончания 9 классов школы в 1926 году, начал работать слесарем, а затем файнмехаником, в ЦАГИ. В 1930 году по направлению Андрея Туполева поступил в МВТУ имени Баумана. Дипломным проектом стал прибор «Жирограф», предназначенный для записи результатов измерений угловых скоростей самолёта. Окончил МВТУ имени Баумана в 1935 году, работал в ЦАГИ, Лётно-испытательном институте.
В 1943 году Николай Пилюгин защитил кандидатскую диссертацию. В 1944 году работал в отделе управления НИИ-1 по ракетной технике. В 1944—1946 годах изучал по обломкам немецкую баллистическую ракету Фау-2.
По предложению Сергея Королёва Пилюгин в 1946 году стал главным конструктором автономных систем управления в НИИ-885 и членом Совета главных конструкторов.
Вёл разработку автоматизированной системы управления баллистической ракеты Р-1.
Разрабатывал системы управления ракет Р-1, Р-7 (выводившей на орбиту Спутник-1 и первого космонавта), руководил разработкой систем управления многих межпланетных станций, ракет «Протон», советского космического челнока «Буран».
В 1969 году был назначен заведующим кафедрой Московского института радиотехники, электроники и автоматики.
Избирался депутатом Верховного Совета СССР 7—10-го созывов.
Николай Алексеевич Пилюгин умер 2 августа 1982 в Москве, похоронен на Новодевичьем кладбище.
- Могила Пилюгина на Новодевичьем кладбище Москвы
- Бюст Н. А. Пилюгина в городе Байконур

## Награды и звания
- Дважды Герой Социалистического Труда (1956 и 1961):

1. Указом Президиума Верховного Совета СССР № 235/13 в статусе «совершенно секретно» от 20 апреля 1956 года «за заслуги в деле создания дальних баллистических ракет»[4].

- Награждён 5 орденами Ленина (1956,1958,1968,1975,1978), орденом Октябрьской Революции (1971) и медалями.
- Лауреат Ленинской премии (1957).
- Лауреат Государственной премии СССР (1967).
- Член-корреспондент АН СССР с 1958 года, академик с 1966 года.

## Память
Именем конструктора названы:
- Именем Академика Пилюгина названы улицы в Москве (См. Улица Академика Пилюгина) и Томске[5].
- Научно-производственный центр автоматики и приборостроения имени академика Н. А. Пилюгина.
- Научно-исследовательское судно (НИС) «Академик Николай Пилюгин» (с 1996 года используется как круизный лайнер).

В мае 2008 года недалеко от Научно-производственного центра автоматики и приборостроения в Москве был установлен памятник Николаю Пилюгину. На открытии присутствовала дочь академика Надежда Пилюгина. Также бюст Н. Пилюгина был открыт в городе Байконуре.